# Ibaiti (kommun)
Ibaiti är en kommun i Brasilien.   Den ligger i delstaten Paraná, i den södra delen av landet, 900 km söder om huvudstaden Brasília. Antalet invånare är 28 725.
Följande samhällen finns i Ibaiti:
- Ibaiti

Omgivningarna runt Ibaiti är huvudsakligen savann. Runt Ibaiti är det ganska tätbefolkat, med 86 invånare per kvadratkilometer.